# Гавриловка (Кузедеевское сельское поселение)
Гавриловка — посёлок в Новокузнецком районе Кемеровской области. Входит в состав Кузедеевского сельского поселения.

## География
Центральная часть населённого пункта расположена на высоте 297 метров над уровнем моря. Расположена к северу от Кузедеева , находится на автодороге Новокузнецк-Кузедеево. Через село протекает река Теш.

## Население
По данным Всероссийской переписи населения 2010 года, в посёлке Гавриловка проживает 87 человек (50 мужчин, 37 женщин).